# Paint It, Black
Pour les articles homonymes, voir Paint It Black (homonymie).
Singles de The Rolling Stones
19th Nervous Breakdown
(1966) Have You Seen Your Mother, Baby, Standing in the Shadow?
(1966)
Pistes de Aftermath (US)
Stupid Girl
(2)
Paint It, Black (connue également sous son titre originel Paint It Black, sans virgule) est une chanson du groupe de rock britannique The Rolling Stones, créditée Jagger/Richards bien que tous les membres du groupe aient contribué à sa composition, notamment Bill Wyman et Brian Jones. La chanson sort en single successivement des deux côtés de l'Atlantique à une semaine d'intervalle en mai 1966, et atteint dans les deux cas la première place. Le titre est intégré, en juin 1966, à l'édition américaine de l'album Aftermath et, en novembre, à l'édition anglaise de la première compilation Big Hits (High Tide and Green Grass).
Paint It, Black est une des chansons les plus connues des Rolling Stones, apparaissant fréquemment sur des compilations et étant désormais presque systématiquement interprétée lors des apparitions du groupe.

## Historique

### Genèse

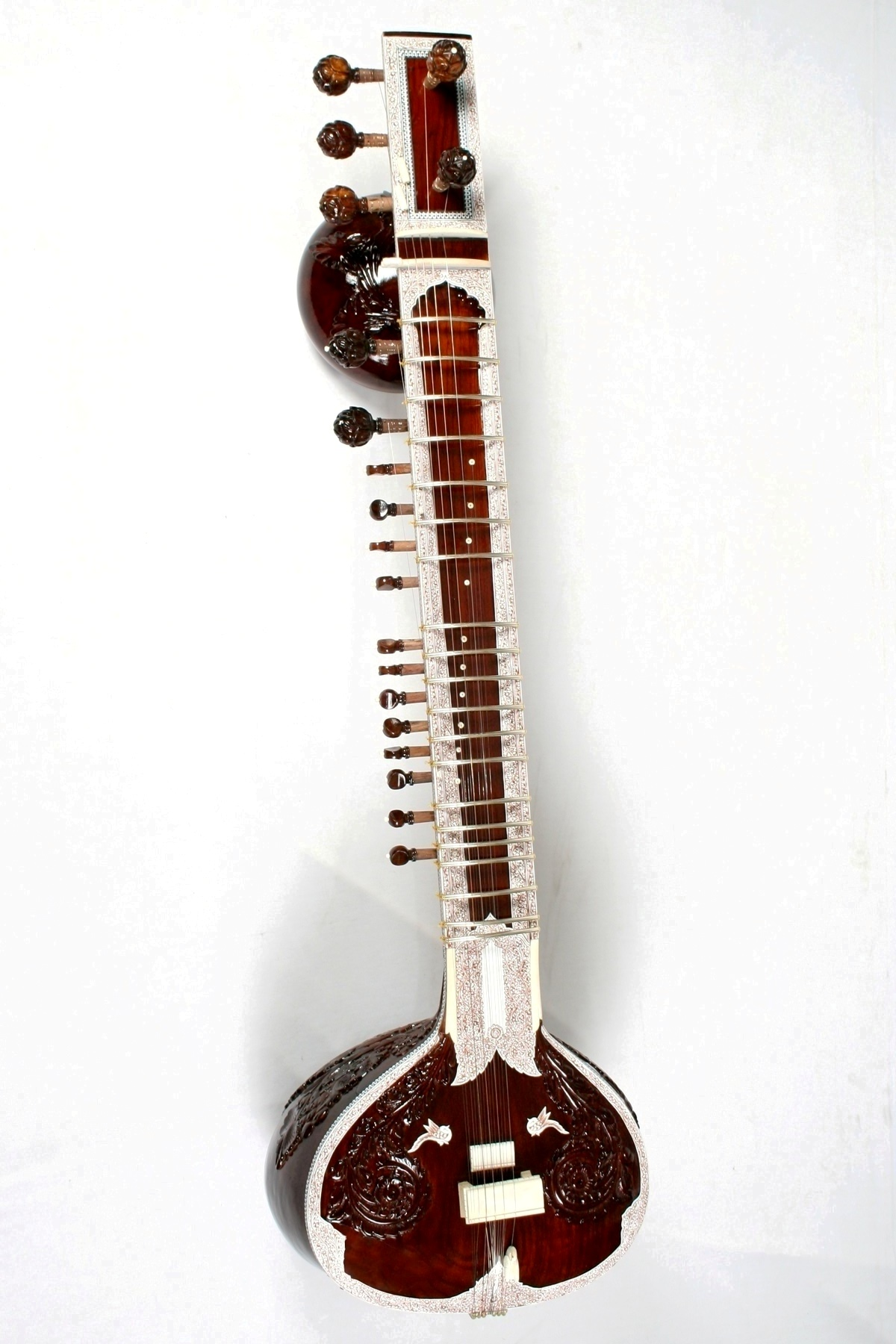
L'instrument utilisé par Brian Jones sur ce morceau est le sitar.

La chanson était originellement nommée Paint It Black mais c'est le manager du groupe, Andrew Loog Oldham, qui décide pour une raison obscure d'ajouter une virgule
au titre. Keith Richards déclare à ce propos à l'époque : « Ne me demandez pas à quoi sert la virgule du titre — il faut poser la question à Decca ». Oldham, de même que le groupe, était d'ailleurs à l'époque très porté sur les titres à virgules, en témoignent l'inédit Ride On, Baby, de même que la face B de Paint It, Black dans le single britannique, qui devait à l'origine s'appeler Long, Long While (mais qui fut finalement écrite Long Long While, sans la virgule).
La présence de la virgule change du tout au tout le sens du titre. Sans la virgule, le titre se traduit par « Peins ça en noir », alors qu'avec cette dernière, il signifie « Peins ça, noir ». C'est une nouvelle source de controverse pour le groupe puisque ses membres sont traités de racistes par quelques militants noirs américains, qui interprètent le titre en « Peins cela, nègre » (Paint it, nigger). En conséquence, lors de la sortie d'Aftermath aux États-Unis, la virgule est retirée de la pochette.

### Enregistrement
Composée par Mick Jagger et Keith Richards en 1965-1966, Paint It, Black est enregistrée, avec des ajouts mélodiques des autres membres du groupe, lors des sessions de mars 1966 aux studios de RCA Records, à Hollywood. L'idée de base de Jagger et Richards au moment de l'écriture du titre était d'en faire une chanson de soul classique, lente.
Lors de l'enregistrement, c'est véritablement Bill Wyman qui dirige les évolutions mélodiques et instrumentales. Il joue de l'orgue Hammond en voulant parodier le co-manager du groupe de l'époque, Eric Easton (en), qui avait été organiste dans un cinéma. Charlie Watts accompagne l'orgue en jouant une partie de batterie inspirée des sonorités du Moyen-Orient (même si on peut parfois réentendre la même partition que celle utilisée pour (I Can't Get No) Satisfaction) ; c'est d'ailleurs la partie de batterie de Watts qui devient la base de la chanson finale. Ces ambiances sonores moyen-orientales contrastent fortement avec l'ambiance sombre et morbide des paroles de la chanson. Après plusieurs heures de travail, Wyman suggère une accélération du tempo de la chanson, celle-ci quitte alors sa dimension soul. Ce dernier joue des pédales basses de l'orgue (avec ses poings), d'une guitare basse et ajoute un overdub de basse, qui contribuent également à l'importance de la section rythmique du groupe sur cette chanson.
Une autre version de l'histoire, propre à Richards et démentie par Wyman, voudrait que Richards imagina la mélodie de Paint It, Black lors des sessions d'enregistrement et que le titre n'était pas pré-écrit.
Brian Jones, qui s'intéressait aux instruments de musique non-européennes ou rares, ajoute à la chanson une de ses caractéristiques principales : le riff de sitar, instrument qu'il découvrit lors d'un voyage du groupe aux Fidji du 3 au 5 mars 1966 (c'est-à-dire juste avant l'enregistrement dAftermath) où les Stones furent intrigués par sa fragilité et son processus de fabrication. Il déclara au magazine Beat Instrumental (en)de juin 1966 : « Sur Paint It, Black, j'ai utilisé une position de frette de tierce mineure. Le son que l'on obtient d'un sitar est une progression de blues classique, qui consiste en l'abaissement de la tierce et de la septième, résultat de la superposition de la vieille gamme pentatonique [cinq notes] d'Orient et de la gamme diatonique d'Occident, bien plus familière ». Ce n'est que lors de l'enregistrement que le groupe pense à incorporer un sitar à cette chanson, puisqu'il permet d'obtenir un son « traînant », impossible à avoir avec une guitare classique. En fait, le riff d'introduction de Paint It, Black est exécuté seul par Keith Richards à la guitare électrique (avec un capodastre à la deuxième frette), et c'est la répétition de ce riff, simultanément par Richards à la guitare et par Jones au sitar qui crée l'atmosphère générale de la chanson.
Cette utilisation du sitar dans Paint It, Black vient renforcer la fausse opposition entre les Rolling Stones et les Beatles, la presse ayant accusé le groupe, et notamment Brian Jones, d'avoir « copié » l'usage que George Harrison avait fait de cet instrument sur Norwegian Wood (This Bird Has Flown) (de l'album Rubber Soul, sorti six mois avant Aftermath).
Malgré les participations importantes de Bill Wyman, de Brian Jones et de Charlie Watts, cette chanson ne fut jamais créditée « Nanker Phelge », pseudonyme utilisé pour créditer un travail du groupe entier, même si l'usage de ce pseudonyme avait déjà été minimisée à l'époque, au profit d'un Jagger/Richards omniprésent.
L'enregistrement ayant été réalisé en stéréo, l'instrumentation diffère entre les plages droite et gauche. Ci-dessous un tableau reprenant les musiciens ayant participé à l'enregistrement original.
| Instrument                     | Gauche                                           | Droite                                           |
| ------------------------------ | ------------------------------------------------ | ------------------------------------------------ |
| Chant                          | Mick Jagger                                      | Mick Jagger                                      |
| Chœurs                         | Mick Jagger et Keith Richards                    | Mick Jagger et Keith Richards                    |
| Guitare électrique             |                                                  | Keith Richards                                   |
| Guitare acoustique             |                                                  | Keith Richards et Brian Jones                    |
| Sitar                          |                                                  | Brian Jones                                      |
| Guitare basse                  | Bill Wyman                                       |                                                  |
| Overdub de basse               |                                                  | Bill Wyman                                       |
| Pédales basses d'orgue Hammond | Bill Wyman                                       |                                                  |
| Piano                          | Jack Nitzsche                                    | Jack Nitzsche                                    |
| Batterie                       | Charlie Watts                                    |                                                  |
| Percussions                    | Mick Jagger et Charlie Watts (et/ou Brian Jones) | Mick Jagger et Charlie Watts (et/ou Brian Jones) |

### Parution et réception
La première commercialisation du titre Paint It, Black se fait aux États-Unis, en simple (le onzième simple US des Stones), avec en face B le titre Stupid Girl, le 7 mai 1966. Le simple a un beau succès, détrônant le 11 juin When a Man Loves a Woman de Percy Sledge de la première place du Billboard Hot 100. Deux semaines plus tard, il se fait ravir la meilleure place du classement par les Beatles et leur Paperback Writer. Il reste en tout 11 semaines dans les classements américains.
Une semaine après son homologue américain, à savoir le 13 mai 1966, paraît le simple britannique de Paint It, Black (le dixième simple britannique du groupe), avec la ballade « soul » Long Long While en face B, qui reçoit aussi un bon accueil du public. Les disquaires enregistrent en effet la semaine de sa sortie 200 000 réservations du simple et celui-ci se classe pour une semaine à la première place des classements anglais le 27 mai, précédé par Pretty Flamingo de Manfred Mann et suivi par Frank Sinatra et le célèbre Strangers in the Night. En tout, le simple demeure 10 semaines dans le hit-parade britannique.
Le 20 juin 1966, Paint It, Black est placée en ouverture de la version américaine de l'album Aftermath, à la place de Mother's Little Helper, mais pas dans la version britannique : le fait d'incorporer des morceaux sortis en simple dans un album n'est pas très en vogue au Royaume-Uni à l'époque.
On peut trouver deux versions de cette chanson selon les supports : une version longue, en stéréo et une version courte en mono. Cette dernière est une version dégradée de l'enregistrement original, réalisé en stéréo. La différence réside dans la longueur du coda (fin de la chanson).
La critique encense le titre, à l'instar du Melody Maker du 14 mai 1966 qui qualifie Paint It, Black de « flamboyante foire raga-rock » ou encore du NME qui déclare que le titre « manque d'arracher le disque à la platine ».
En 2004, Paint It, Black est classée à la Modèle:174 de la liste des 500 plus grandes chansons de tous les temps du magazine Rolling Stone.
La chanson a été classée 29e meilleure chanson britannique de tous les temps par Xfm en 2010.

### En concert
Interprétée lors des concerts du groupe dès la tournée américaine de promotion d'Aftermath, en juin-juillet 1966, Paint It, Black resta interprétée régulièrement jusqu'en mars-avril 1967 (même si elle ne figure pas sur l'album Got Live If You Want It!, retraçant la tournée britannique de septembre-octobre 1966), dernière tournée européenne avant une « pause » des Rolling Stones au niveau des concerts (notamment à cause des abus de drogue et des assignations en justice de Jagger, Richards puis Jones) qui dura jusqu'à la mort de Brian Jones et le concert de Hyde Park (été 1969). À partir de ce moment, Paint It, Black fut écartée des concerts au profit de nouveaux tubes tels que Jumpin' Jack Flash ou Sympathy for the Devil.
C'est lors de la tournée d'août à décembre 1989 en Amérique du Nord (l'époque étant pour les Stones à la fois un retour aux sources et un retour au succès), lors de la tournée Steel Wheels/Urban Jungle, que cette chanson revint dans les concerts du groupe dans une version remise au goût du jour, réarrangée et avec plus de guitares ; elle est depuis presque constamment jouée lors des tournées mondiales du groupe. Elle fut en effet jouée régulièrement lors des tournées Bridges to Babylon (1997-1998), No Security (1999), Licks (2003) et A Bigger Bang (2006-2007), comme en témoigne sa présence sur les albums live Flashpoint (1991) et Live Licks (2004).
L'interprétation de Paint It, Black est un des moments forts des concerts des Stones, Keith Richards prenant généralement plaisir à effectuer des mouvements de guitare d'inspiration espagnole avant d'entamer le célèbre riff.

### Autres publications
- 1966 : Aftermath, version américaine uniquement (version originale)
- 1966 : Big Hits (High Tide and Green Grass), version britannique uniquement (version de 1966 compilée)
- 1969 : Through the Past, Darkly (Big Hits Vol. 2), version américaine uniquement (version de 1966 compilée)
- 1971 : Hot Rocks 1964-1971 (version de 1966 compilée)
- 1975 : Rolled Gold (version de 1966 compilée)
- 1989 : Singles Collection - The London Years (version de 1966 compilée)
- 1991 : Flashpoint (version en concert)
- 2002 : Forty Licks (version de 1966 compilée)
- 2004 : Live Licks (autre version en concert)
- 2004 : Singles 1965-1967 (version de 1966 compilée)

## Analyse

### Sens de la chanson
La chanson traite du sentiment de noirceur, de la volonté de s’échapper de la réalité, et de l’incapacité à penser à autre chose lorsqu'on a perdu sa partenaire.

## Reprises notables
Grâce à son succès, Paint It, Black a été reprise par de nombreux groupes depuis sa création.
Dès 1966, Chris Farlowe sortit un simple de Paint It, Black, avec I Just Need Your Loving en face B, le disque étant produit par Mick Jagger lui-même, sous la direction du producteur des Stones, Andrew Loog Oldham et sous le label de ce dernier, Immediate Records.
En 1967, le groupe de rhythm and blues britannique The Animals intégra dans son album  Winds of Change une reprise live de Paint It, Black, avant qu'une fois les Animals séparés le nouveau groupe du chanteur Eric Burdon, War, n'en publie une version studio sur The Black-Man's Burdon (1970).
En 1966, dans la chanson Marie douceur, Marie colère, Marie Laforêt reprend la partition en y apposant un texte du parolier Michel Jourdan. Cette version connaitra également des reprises, dont celle de Tyler Bates (chantée par Manon Hollander) présente dans le film John Wick : Chapitre 4 en 2023.
Les Flamin' Groovies firent également une reprise de cette chanson, qui figure sur l'album Now (1978).
Une reprise de Paint It, Black par le groupe U2 figure en face B de leur simple de Who's Gonna Ride Your Wild Horses (novembre 1992).
Parmi les nombreux autres groupes ayant repris Paint It, Black, on trouve des formations de heavy metal ou de hard rock, telles The Agony Scene, The Black Dahlia Murder, Rage, Deep Purple, Anvil, Glenn Tipton (Judas Priest), W.A.S.P., Led Zeppelin, Trust, Grip INC., Rush ou Inkubus Sukkubus, de New Wave (Jad Wio, Dazibao dans une version chantée en arabe), de punk (The Avengers, Face to Face, Skrewdriver, The Unseen), de pop rock (Jonny Lang, Vanessa Carlton, Duran Duran, Echo and the Bunnymen, Half Japanese, R.E.M., Sum 41) ou encore de styles très variés, comme The Lucky Devils (psychobilly), 3 Steps Ahead (techno hardcore), Karel Gott (en une version en allemand dont le titre est Rot und Schwarz, littéralement rouge et noir), Hikaru Utada (J-pop), The Residents, Ottmar Liebert, Marc Almond, The Tea Party ou encore l'Orchestre symphonique de Londres.
Le groupe roumanophone Zdob și Zdub a repris la chanson dans son album Ethnomecanica sorti en 2006, en l'agrémentant d'instruments traditionnels moldaves.
Paint It, Black a donné son nom à un album du label Virgin Records sorti le 3 octobre 2006, Paint It Black, qui contient des reprises de chansons connues des Rolling Stones par divers artistes.
Une version instrumentale a été créée par Ramin Djawadi pour la série Westworld de Jonathan Nolan en 2016.
Le groupe Duran Duran inclut une reprise de la chanson sur son album Danse Macabre (2023).

## Dans la culture populaire
Cette chanson reste associée à la guerre du Viêt Nam, notamment à cause de sa présence au générique de fin de Full Metal Jacket et en ouverture de la série L'Enfer du devoir. Elle est également utilisée en 2004 à la fin d'un épisode de Mes plus belles années, lorsqu'un des personnages principaux disparaît au Viêt Nam. Les autres apparitions cinématographiques de la chanson incluent Pour l'amour du jeu (For Love of the Game, 1999) et le générique de fin de L'Associé du diable (1998). Le titre, repris par Gob, figure également dans le film Stir of Echoes (1999). Une version française de la chanson, interprétée par Marie Laforêt sous le titre Marie Douceur, Marie Colère (très critiquée par les fans français)[réf. nécessaire], apparaît dans le film Talladega Nights (2006). On trouve aussi la chanson en 2016 dans le premier épisode de la série Westworld. En 2017, la musique est utilisée pour le trailer de La Momie. En 2021, on peut entendre Paint It, Black au début de l'épisode 3 de la 5e saison de 9-1-1 .
En 2012, la chanson est utilisée par la multinationale française Christian Dior pour la promotion du parfum Dior Homme Sport.
Paint It, Black figure également dans plusieurs bandes sons de jeux vidéo. Conflict: Vietnam utilise la chanson durant sa séquence d'ouverture, alors que Twisted Metal: Black utilise le début du titre dans son écran d'ouverture, puis la totalité de la chanson en générique de fin. Une version du jeu de karaoké SingStar contient aussi Paint It, Black. La chanson apparaît également dans le jeu vidéo Guitar Hero III. La chanson a été mise dans la bande annonce de jeu vidéo Call of Duty: Black Ops III. En 2016, Paint it, Black a été utilisé dans Mafia III lors du meurtre des amis de Lincoln Clay.
Le titre apparaît dans la bande originale du film Full Metal Jacket (1987), pendant le générique de fin. En 2022, le titre apparaît dans la bande originale du film Black Adam avec The Rock.